# Target Center (Kecskemét)
A Target Center bevásárlóközpont Kecskeméten, az Izsáki úton. 2008. november 28-án adták át rendeltetésének. Itt nyílt meg a város második Tesco áruháza, később az Obi barkácsáruház.

## Építési előzmények
2005-ben már foglalkozott a helyi sajtó[forrás?] azzal, hogy erre a területre települ át a Szil-Coop Bevásárlóközpont, egy újabb bevásárló komplexumot építve 2007 nyaráig. Ez a terv nem valósult meg. 2007-ben a területet megvette egy budapesti vállalkozó.
Az első nagy bérlő, a Tesco hipermarket 2008 novemberében nyitott meg. Majd jöttek a további bérlők: először a Tesco üzletsoron, majd a külső üzletsoron is.

### Főbb bérlők
A bevásárlópark jelenlegi külső üzletsorán két cipőbolt, négy ruházati üzlet, egy-egy drogéria, állateledel szaküzlet, vegyes kereskedés és gyógyszertár van, valamint a két legnagyobb bérlő: a Tesco hipermarket és az Obi barkácsáruház. 2014 elején nyílt a Kentucky Fried Chicken (KFC) amerikai gyorsétteremlánc első kecskeméti és egyben első vidéki drive thru étterme a bevásárlópark bejáratánál.
Üzletek:[forrás?]
- Tesco hipermarket
- Obi barkácsáruház
- KFC gyorsétterem
- Deichmann cipőbolt
- CCC cipőbolt
- Fressnapf állateledel szaküzlet
- dm-drogerie markt drogéria
- Ecofamily kiskereskedelem
- Angol Használtruha
- Czifra gyógyszertár
- PEPCO áruház
- Pizza Forte